# Tannhörnle
Das Tannhörnle ist eine Erhebung in Villingen-Schwenningen. Sie erreicht eine Höhe von ca. 766 Metern. Tannhörnle ist auch der Name des am nordöstlichen Hang der Erhebung eingerichteten Naturschutzgebiets der Schutzklasse 4. Der westliche Teil des Nordhangs wird landwirtschaftlich genutzt, der Südhang ist teilweise bebaut.

## Lage und Landschaft
Das Tannhörnle befindet sich zwischen dem Südrand Villingens und Pfaffenweiler, westlich des Magdalenenbergs.
Jenseits des Warenbachs, dessen nördliches (linkes) Ufer die nördliche Grenze des Gebietes bildet, sind Reste von Grabenanlagen der Burg Runstal sichtbar. Das Gebiet wird im Osten, Norden und Westen vom Landschaftsschutzgebiet Villingen Süd umschlossen.
Im Süden grenzt die Wohnbebauung Pfaffenweilers an das Schutzgebiet an.
Das Naturschutzgebiet hat eine Fläche von 23,2 Hektar.
Die ehemalige Hutweide wird heute nur noch zur Landschaftspflege mit Schafen und Ziegen beweidet. Die Landschaft ist von Magerrasen und Eichen geprägt.
Einige bedrohte Arten sind hier zu finden:
- Pflanzenarten: Kleines Knabenkraut, Teufelsabbiss, drei Enzianarten
- Tierarten: Neuntöter, Baumpieper, Wanstschrecke[6]

Der Kuhmoosbach mündet westlich des Naturschutzgebiets in den Warenbach, ebenso der Sandweglebach, der im Nordwesten der Erhebung, außerhalb des Naturschutzgebietes, entspringt.

## Schutzstatus
Der östliche Teil seines Nordhangs wurde durch das Regierungspräsidium Freiburg als höhere Naturschutzbehörde durch Rechtsverordnung vom 17. September 1982 (GBl. v. 29. Oktober 1982, S. 454) als Naturschutzgebiet unter Schutz gestellt. Nach § 4 Absatz 1 dieser Rechtsverordnung sind im „Naturschutzgebiet […] alle Handlungen verboten, die zu einer Zerstörung, Beschädigung oder Veränderung des Schutzgebiets oder seiner Bestandteile, zu einer nachhaltigen Störung oder zu einer Beeinträchtigung der wissenschaftlichen Forschung führen können.“ In Absatz 2 sind Handlungen aufgeführt, die „insbesondere“ verboten sind.
Das Tannhörnle ist Teil des FFH-Gebiets Baar, Eschach und Südostschwarzwald.

## Geschichte
Der Name ist erstmals 1320 als „an danhorn“ nachgewiesen und bezog sich damals auf einen Wald auf der Anhöhe. Auf dem Magerrasen wurden in der Wirtschaftsform der Allmende Weidetiere, v. a. Schafe, gehalten. In Villingen profitierten mehrere Berufszweige davon, so etwa Weber, Färber, Bleicher, Tuchwalker und Gerber.  Von der Bedeutung dieser Berufe für Villingen zeugen die in der Altstadt befindlichen Straßennamen Gerberstraße, Färberstraße und Webergasse.

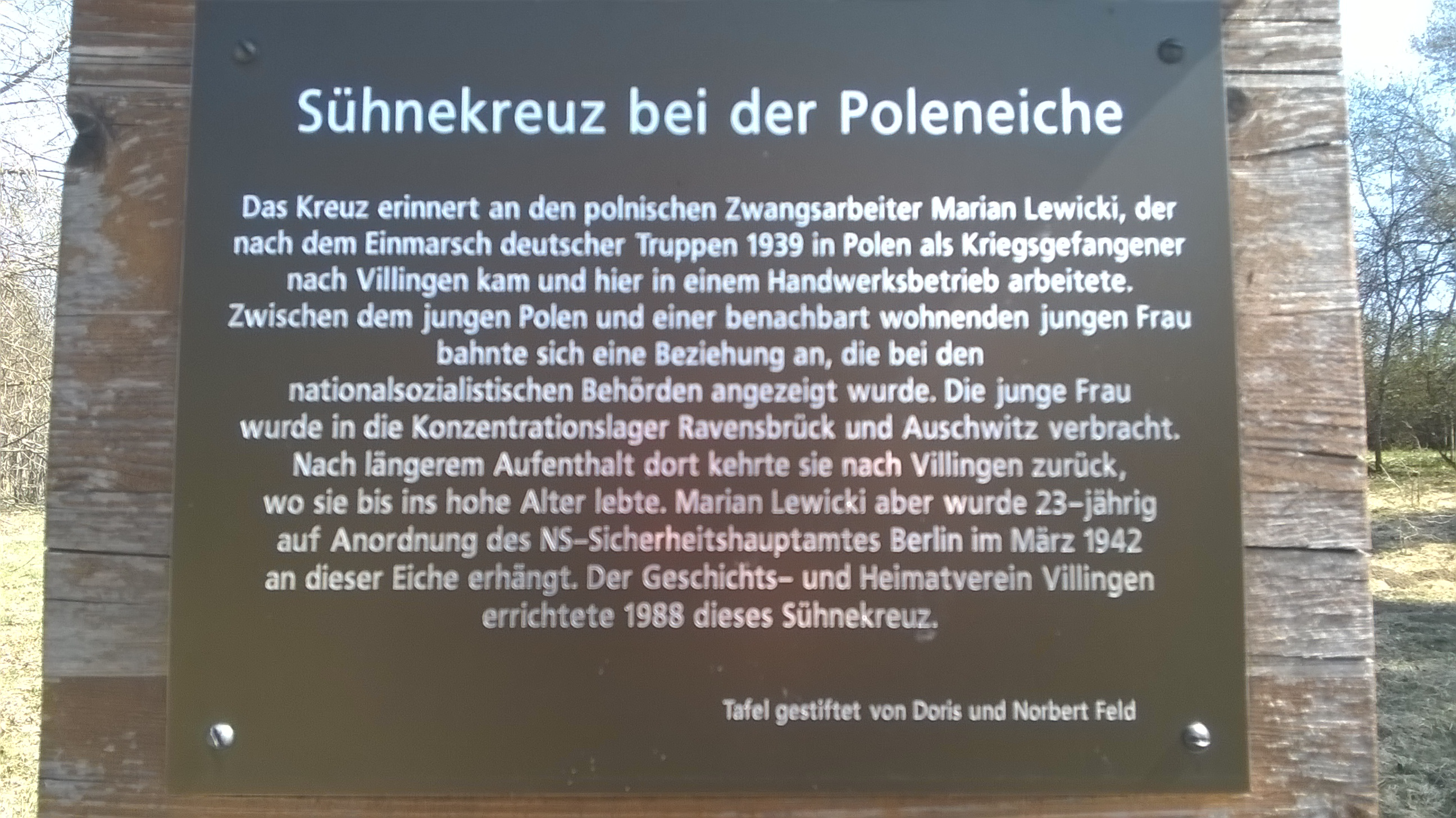
Gedenktafel für Marian Lewicki

Auf dem Gebiet des heutigen Landschaftsschutzgebietes wurde am 5. März 1942 Marian Lewicki, ein damals 23-jähriger polnischer Kriegsgefangener und Zwangsarbeiter, wegen einer Beziehung zu einer jungen Deutschen (sogenannte „Rassenschande“) auf Anordnung des Reichssicherheitshauptamts gehängt.
Neben der Eiche, an der er den Tod fand, erinnert ein Steinkreuz (Sühnekreuz) an sein Schicksal. Auch die sogenannte „Poleneiche“ ist noch vorhanden.
Die junge Frau überlebte die KZs Ravensbrück und Auschwitz und starb im Alter von 82 Jahren in Villingen.
Das Sühnekreuz wurde 1988 vom Geschichts- und Heimatverein Villingen aufgestellt, eine Gedenktafel klärt über die Zusammenhänge auf.

## Galerie

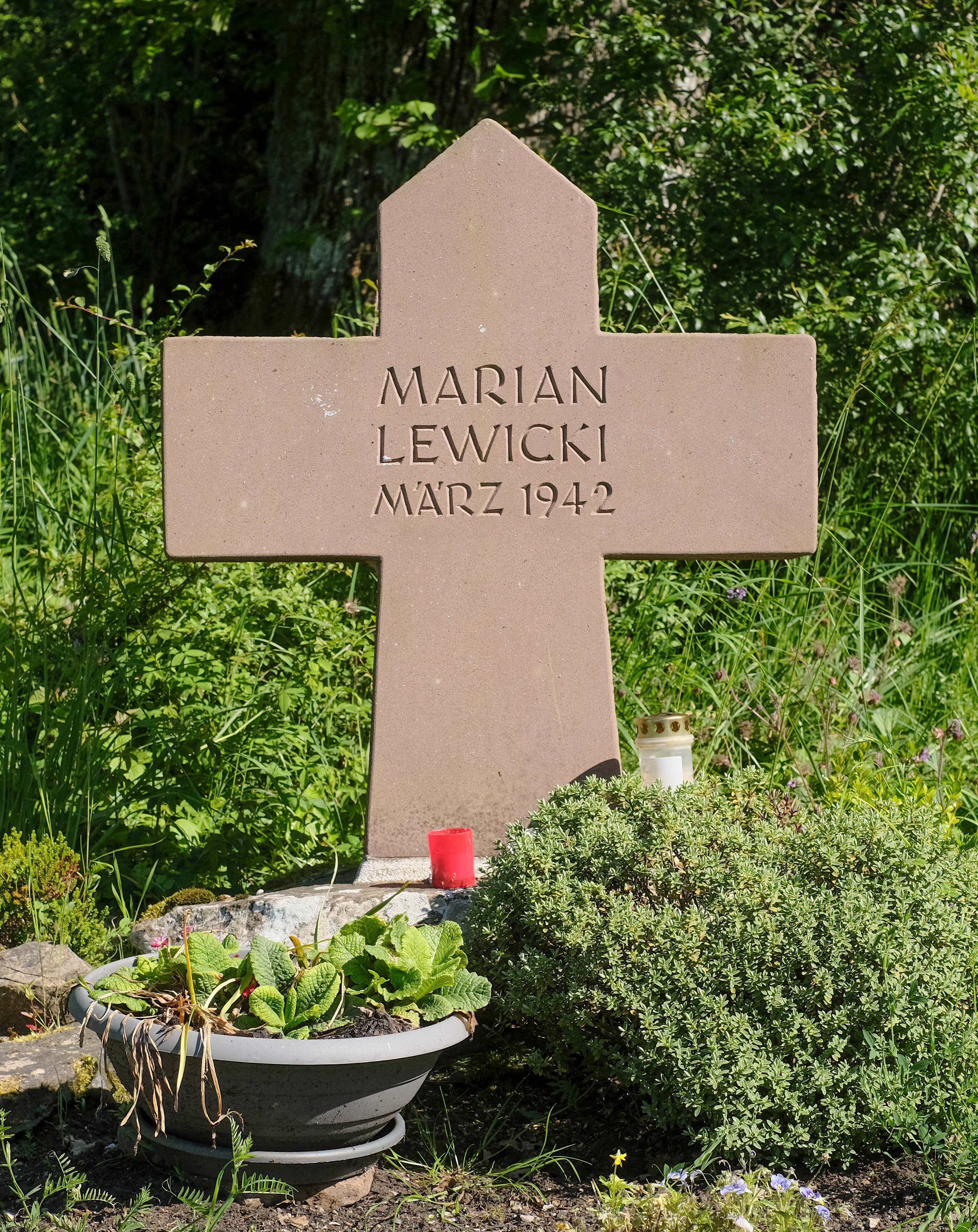
Sühnekreuz für Marian Levicki
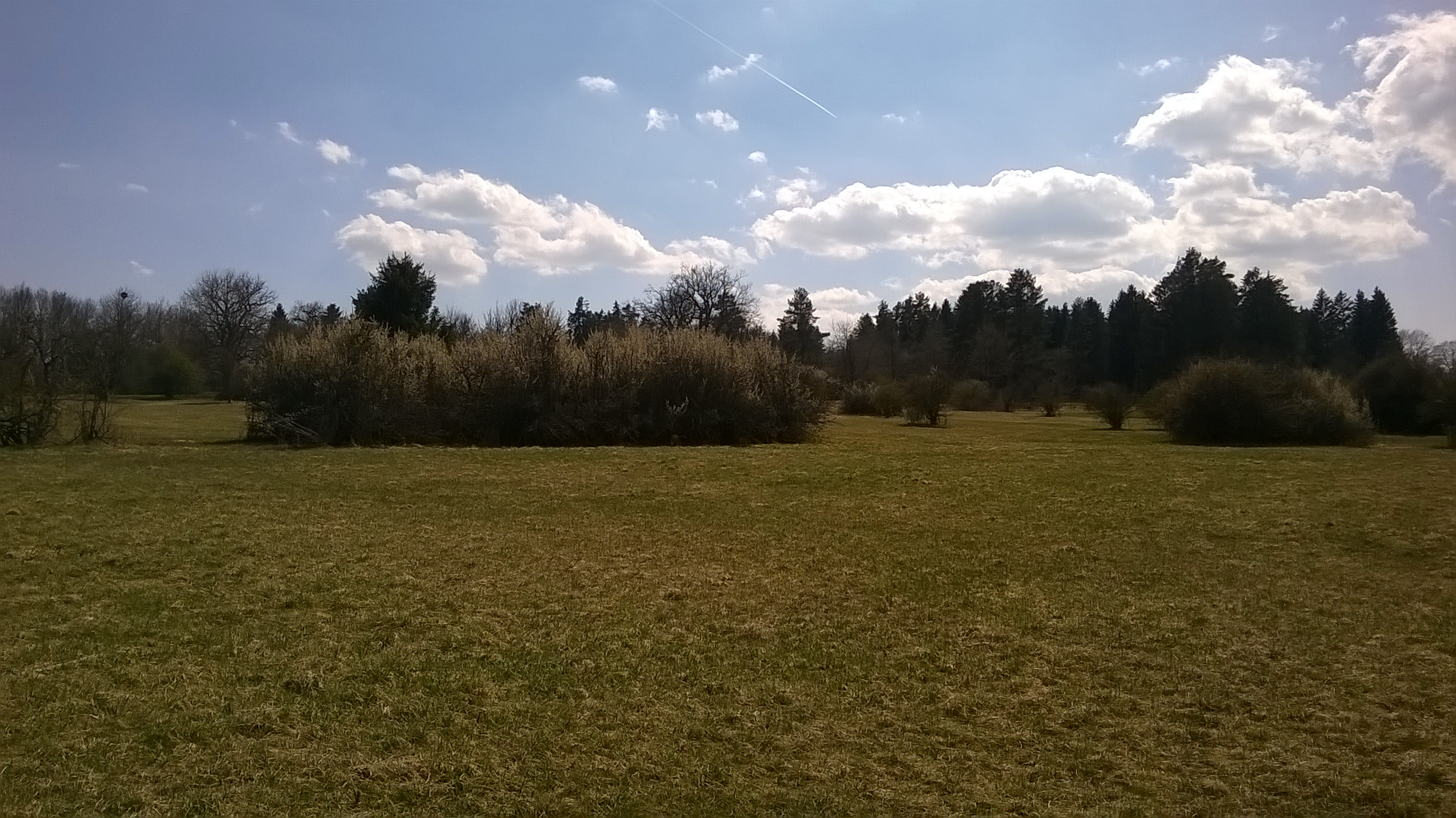
Weitere Ansicht der Landschaft
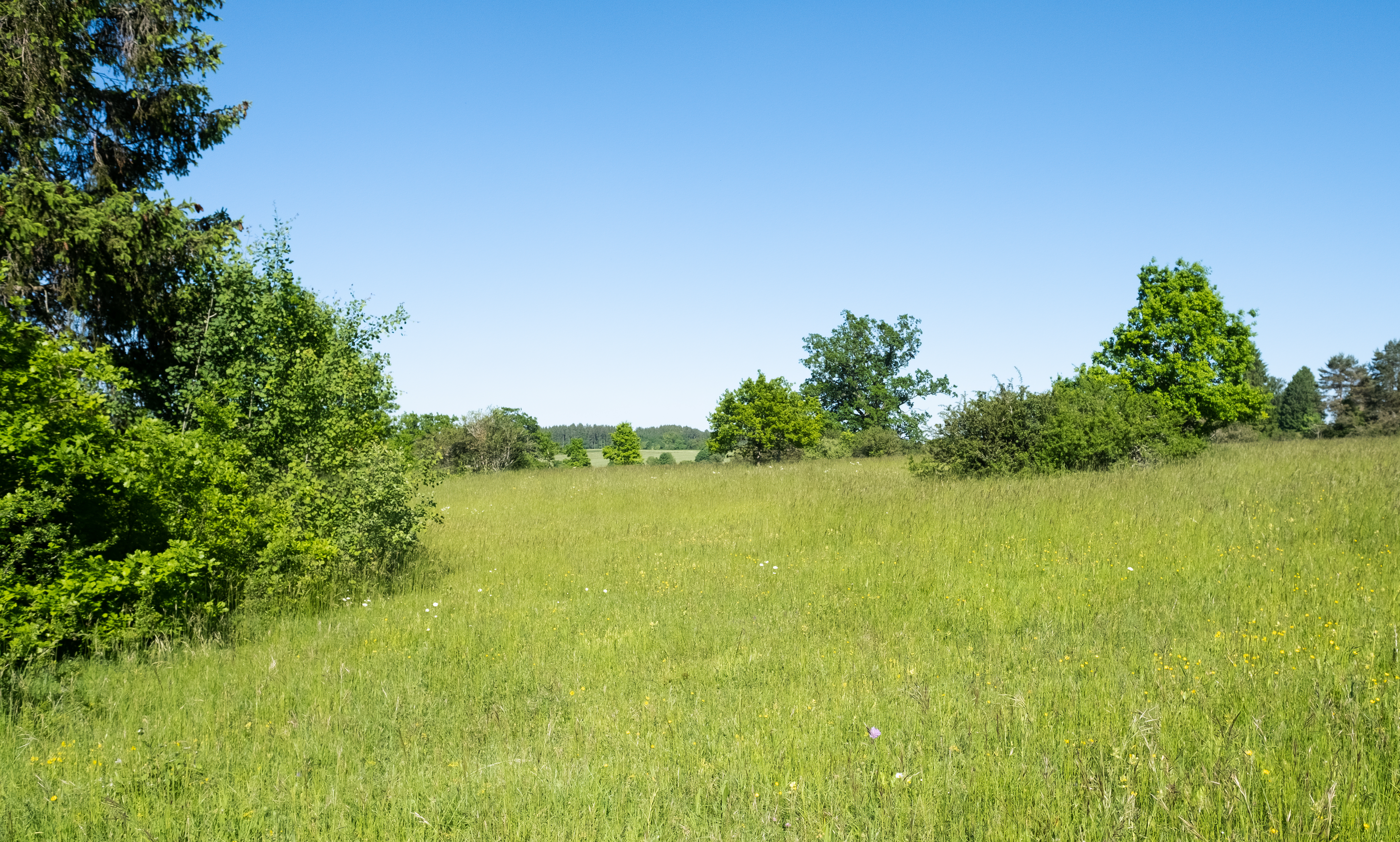
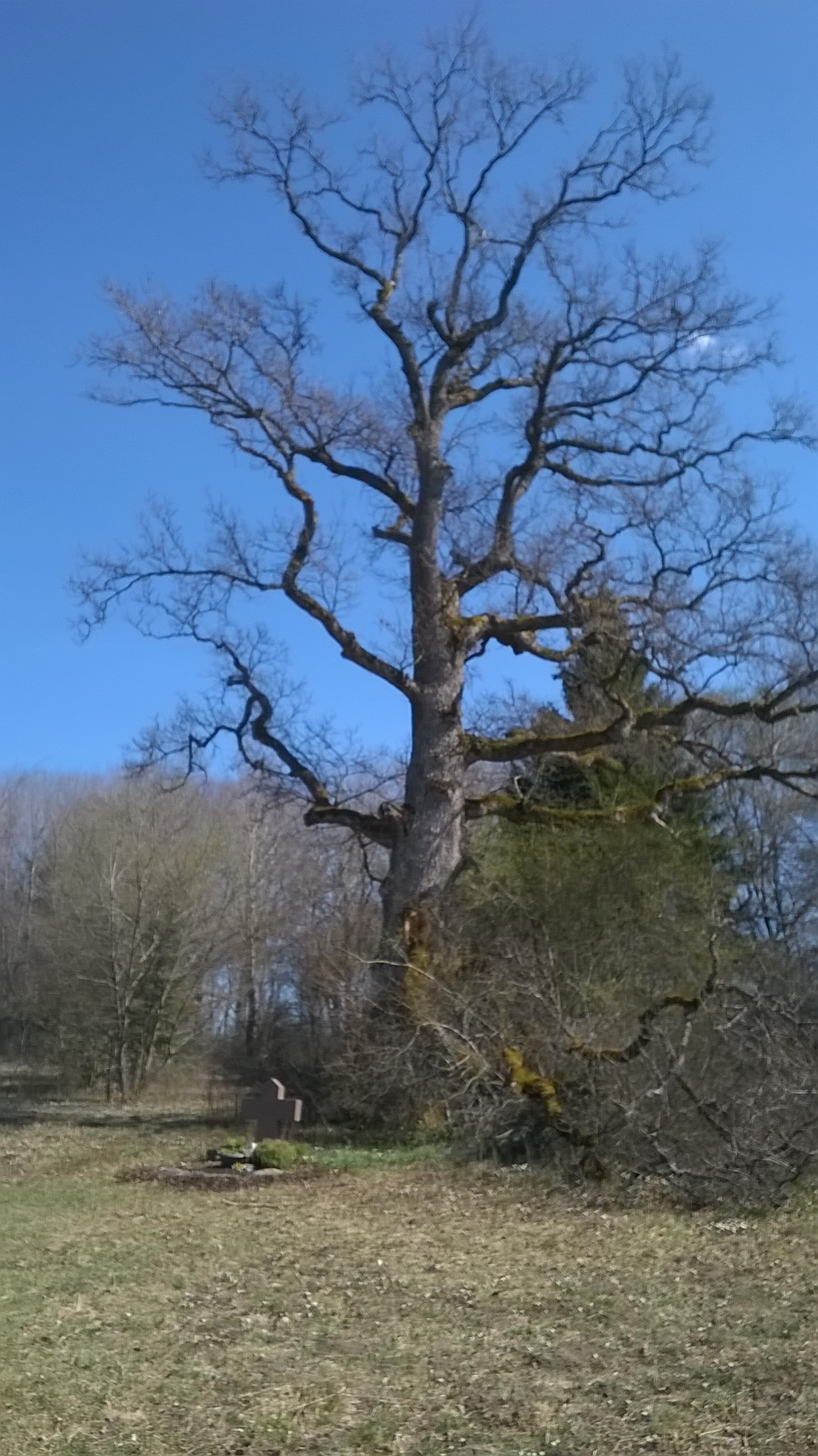
„Poleneiche“ mit Sühnekreuz
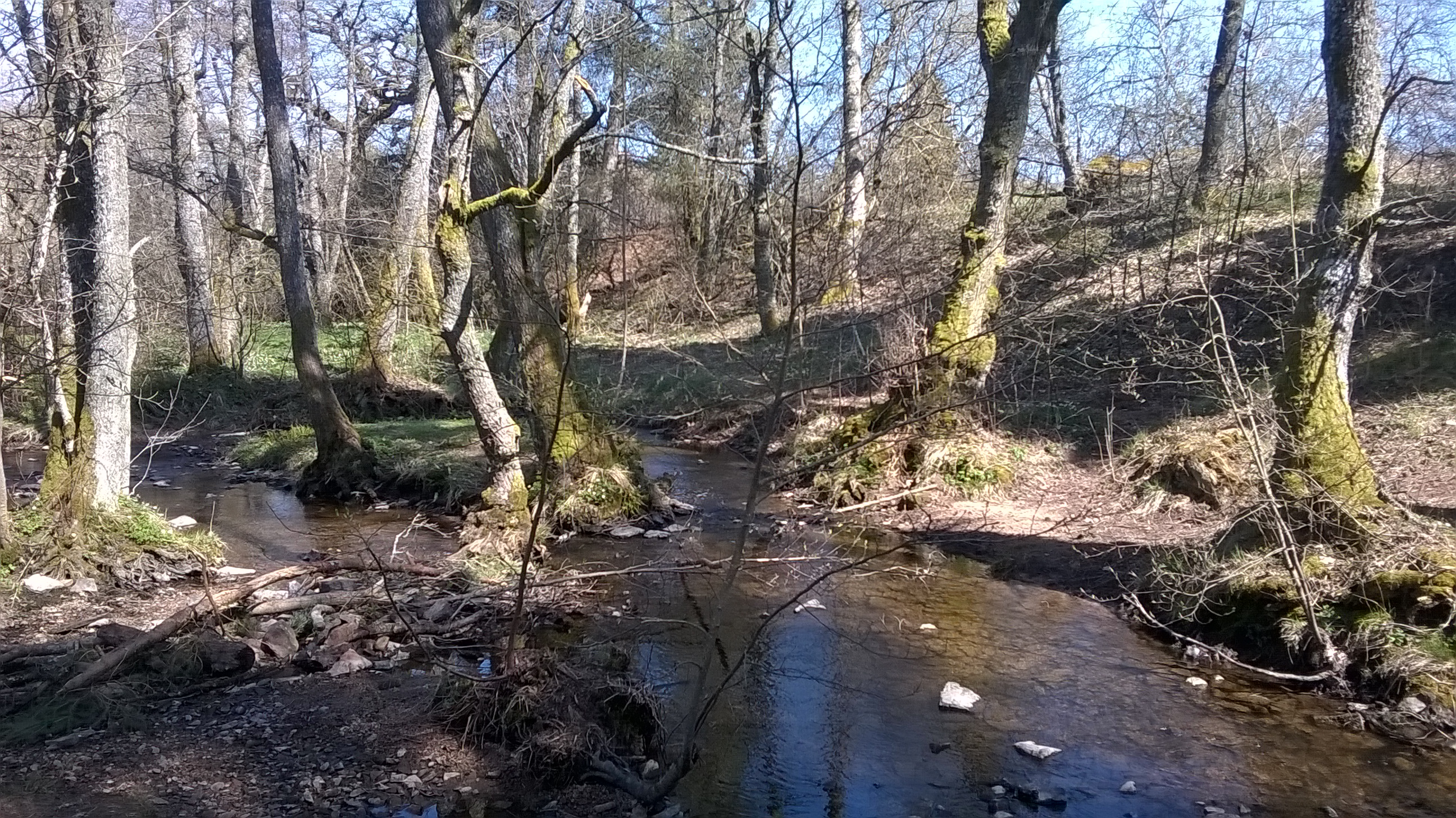
Der Warenbach bildet hier die Nordgrenze des Naturschutzgebiets (Blick- und Fließrichtung von West nach Ost)